# Homosexualität in Syrien

Syrien

Homosexualität ist in Syrien illegal und gesellschaftlich tabuisiert.

## Illegalität
In Syrien sind homosexuelle Handlungen als „widernatürliche“ sexuelle Handlungen durch Artikel 520 des Strafgesetzbuches von 1949 verboten und werden mit einer Haftstrafe von bis zu drei Jahren belegt. Anders als in anderen Staaten des Nahen Ostens, wie beispielsweise dem Iran oder Saudi-Arabien, wurden homosexuelle Handlungen in den letzten Jahren weniger strafrechtlich verfolgt. Die Gefahr der Verfolgung für homosexuelle Männer besteht noch und eine Verhaftung vom syrischen Geheimdienst ist nicht auszuschließen. Die Anwendung des Strafrechts beschränkt sich öfter auf Sex mit Minderjährigen. Es treten aber immer wieder Fälle auf, in denen homosexuelle Männer vom Staat verfolgt werden.
2012 verschleppten Rebellen der „Freien Syrischen Armee“ bei Aleppo einen Schwulen und zwangen ihn, Namen von anderen homosexuellen Männern zu verraten.

## Antidiskriminierungsgesetze
Antidiskriminierungsgesetze bestehen aufgrund der Illegalität nicht.

## Anerkennung gleichgeschlechtlicher Paare
Wegen der Illegalität ist in Syrien weder eine Gleichgeschlechtliche Ehe noch eine Eingetragene Partnerschaft gesetzlich zugelassen; gleichgeschlechtliche Partnerschaften, die in anderen Ländern geschlossen wurden, werden in Syrien nicht anerkannt.

## Gesellschaftliche Situation
Aufgrund der Illegalität bestehen in Syrien keine LGBT-Communitys. Homosexuelle Menschen werden in den gesellschaftlichen Untergrund gedrängt. Generell ist das gesellschaftliche Leben aufgrund der strengen Religionsvorschriften und der staatlichen Überwachung seitens Polizei und Geheimdienst stark eingeschränkt. Der gesellschaftliche Druck, eine heterosexuelle Familie mit Kindern zu gründen, ist in Syrien hoch. Oftmals wird der Ehepartner von den Eltern ausgesucht.
Am 14. September 2021 gründeten syrische LGBT-Aktivisten mit „Guardians of Equality Movement“ („GEM“) eine Organisation, die sich für die Rechte von queeren Syrern einsetzt.